# Moses Hungwe Chinhengo
Moses Hungwe Chinhengo (* 29. Oktober 1955 in Masvingo) ist ein aus Simbabwe stammender Jurist und Richter am Obersten Gerichtshof von Botswana.
Sein Studium der Rechtswissenschaften an der University of Zimbabwe schloss Chinhengo 1984 mit einem Bachelor ab. Während des Studiums arbeitete er für die Münchener Rück in Johannesburg und engagierte sich politisch in der Zimbabwe African National Union von Robert Mugabe. Nachdem diese die Wahlen 1980 für sich entschieden hatte, wurde Chinhengo Ministerialrat im Ministerium für Justiz und auswärtige Angelegenheiten. Diesen Posten bekleidete er bis 1982. Im darauffolgenden Jahr wurde er zum Leiter der Abteilung Parlamentarische Angelegenheiten im inzwischen selbständigen Justizministerium befördert. 1989 wechselte er in die Privatwirtschaft und war zunächst für eine Investmentgesellschaft und dann für einen Versicherungskonzern in Simbabwe tätig. Bevor er am 22. März 1996 zum Richter am Obersten Gerichtshof seines Heimatlandes ernannt wurde, arbeitete Chinhengo als Anwalt in Harare. 1999 gehörte er einer Gruppe von fünf Juristen an, die eine neue Verfassung für Simbabwe ausarbeiteten. Diese wurde jedoch in einem Volksentscheid im Jahr 2000 mehrheitlich abgelehnt. 2002 wurde er von seinem Heimatland für die Wahl als Richter am Internationalen Seegerichtshof nominiert, scheiterte jedoch mit dieser Kandidatur. Das Richteramt am Obersten Gerichtshof Simbabwes übte er bis zu seinem Rücktritt im Jahr 2004 aus. Noch im selben Jahr wurde er zum Richter am Obersten Gerichtshof von Botswana ernannt. Seit 2009 ist Chinhengo Mitglied der Internationalen Juristenkommission.